# 马六甲年景嘉年华会
马六甲年景嘉年华会成立于1990年的春节文化活动。在嘉年华会内，街道会有适合春节的节日布置，会期还会进行舞狮等娱乐节目。其已经成为马六甲州重要的节日活动，促进了游览业的发展。马六甲年景嘉年华会已经成为马六甲的年度盛事和闪亮的品牌，从老街区开始到学校、新村、庙宇等等，大街小巷都可感受到浓浓的春节气氛。主要是突显华人的新春气息，除了张挂大大小小的红彤彤的灯笼外，主要街道也有新春牌楼，写上吉祥的祝词，给市民及游客带来新的一年的祝福。
前任马华州行政议员颜文龙在行政议会提出要在马六甲州举办春节年景布置。虽然不获全体行政议员的认同，但却获当时的马六甲州首席部长的首肯试办一年，但附带条件，即不能挂太多灯笼和春联，而且必须有国文字样。
除了春节相关内容，马六甲州年景嘉年华会工委会在历年鼓励主办单位把年景文化多元化，成为综合性的嘉年华会。通常，嘉年华会会包含如文化大会串、龙狮闹元宵、街头排舞、街头挥春赛、街头象棋赛、歌唱赛、太极十八式汇操等等的内容。除此之外，每年都通过不同的组织在文化坊主办各种中华文化活动，包括元宵节龙狮大会串、冬至吃汤圆孝亲敬老、端午节裹粽子、中秋节灯笼赛等等。嘉年华会于2007和2010年分别举办1千及2千头醒狮闹元宵，创下了纪录。
不论经济是否景气，这项活动都会受到州内的支持。每年的年景盛会仍如期展开，灯笼少了，却依然不失春节的喜气洋洋。尤其老街区如鸡场街文化坊、豆腐街、荷兰街、吉灵街、古里街、武牙拉也街、观音亭街等等，走在街上即可感受春节的气氛，而白天与晚上红灯笼亮着的感觉又截然不同，古色古香的老街在红灯笼的映照下，更显美丽。
马六甲年景嘉年华会如今已成为当地重要的节日活动，吸引一些游客前来观光马六甲州的文化特色，促进了马六甲州旅游业及各行各业的发展。新春佳节时，在马六甲鸡场街文化坊竖立的吉祥物，例如：2011年的“天下第一狮”， 2012年的“1个大马兴旺祥龙” ，2013年的“ 郑和宝船” ，成功吸引国内外游客，成为马六甲的地标也带动了旅游业。马六甲年景嘉年华会将延续到元宵节后，元宵节当晚也会有群狮闹元宵活动，为年景盛会划下句点。

## 年景主题
| 年份 | 主题                           |
| ---- | ------------------------------ |
| 2008 | 文化传统 促成申遗              |
| 2009 | 维护世遗 传承文化              |
| 2010 | 念年不息，维护传统             |
| 2011 | 城乡携手，传扬文化             |
| 2012 | 传承文化喜迎春 家家户户庆丰年  |
| 2013 | 家家户户迎盛年，三教传承焕文昌 |
| 2014 | 振兴教育载桃李，传播文风毓栋梁 |
| 2015 | 三羊开泰迎新春 国运昌隆庆丰年  |
| 2016 | 祈安化刼怀慈念 民安国泰世无灾  |
| 2017 | 金鸡鸣声国运昌 大地回春民安乐  |
| 2018 | 佳节文化要久留 龙翔马国迎犬年  |